# Mathew St. Patrick
Mathew St. Patrick (Filadelfia, 17 marzo 1968) è un attore statunitense.
È stato, tra il 1998 e il 2000, uno dei protagonisti della soap opera La valle dei pini e nella serie televisiva Six Feet Under.

## Filmografia parziale

### Cinema
- Rogue - Il solitario (War), regia di Philip G. Atwell (2007)
- Sleepwalking, regia di William Maher (2008)
- Alien Raiders, regia di Ben Rock (2008)
- Kristy, regia di Oliver Blackburn (2014)

### Televisione
- Six Feet Under – serie TV, 63 episodi (2001-2005)
- Law & Order - Unità vittime speciali (Law & Order: Special Victims Unit) – serie TV, episodio 7x17 (2006)
- Private Practice – serie TV, episodio 2x21 (2009)
- Sons of Anarchy – serie TV, 4 episodi (2014)

## Doppiatori italiani
Nelle versioni in italiano delle opere in cui ha recitato, Mathew St. Patrick è stato doppiato da:
- Alberto Angrisano in Six Feet Under, Law & Order - Unità vittime speciali, Kristy
- Massimo Bitossi in Private Practice
- Renzo Stacchi in Sons of Anarchy